# .hack//Link
Pour le jeu vidéo, voir .hack//Link (jeu vidéo).
.hack//Link est un manga japonais de Megane Kikuya sorti en 2009 et appartenant à la série .hack.